# Sofía García Vieyra
Sofía García Vieyra (Córdoba, 19 de mayo de 1973) es una artista plástica argentina.

## Formación
Se graduó con el título de Licenciada en Artes con Especialidad en Escultura en la Universidad Nacional de Córdoba en 2002. Obtuvo una beca de formación de la Fundación Antorchas entre 2000-2001. Realizó una residencia artística en la Rijksakademie van beeldende kunsten de Ámsterdam Holanda durante 2003. Allí se especializó en investigación y producción en las artes visuales.
De desempeña en la docencia en institutos y en escuelas desde 2001.

## Trayectoria
Sus primeras producciones estuvieron influenciadas por el arte povera. En ellas utiliza materia orgánica, grasas y vísceras de animales para comunicar problemáticas sociopolíticas actuales. Su obra posterior se vincula con la danza y el teatro. Entre sus obras relevantes se encuentra la instalación “Baños públicos” (1999) que realizó en el subsuelo del Teatro Real de Córdoba.
Ha realizado exposiciones individuales y colectivas en Córdoba, Amsterdan, Johannesburgo, Buenos Aires y Tokio.

## Premios y distinciones
- 2004 Colaboración con el grupo de danza Sub-scène, “Todo lo que ella es…hace”, Teatro Muidpoort, Ámsterdam, Holanda.
- 2004 Residencia artística Rijksakademie van beeldende Kusten, Ministerio Holandés de Educación, Cultura y Ciencia.
- 2003 Residencia artística Rijksakademie van beeldende Kusten, Fundación Antorchas.
- 2001 Primer Premio Arte Emergente, Centro Cultural España Córdoba, Córdoba, Argentina.
- 2000 Beca de formación dentro de Encuentros de Producción y Análisis de Obra, Fundación Antorchas/Universidad Nacional de Córdoba.